# Индырчи
И́ндырчи (чув. Йӑнтӑрччӑ) — деревня в Янтиковском районе Чувашской Республики. Административный центр Индырчского сельского поселения.

## География
Находится в восточной части Чувашии на расстоянии приблизительно 4 км на восток по прямой от районного центра села Янтиково.

## История
Возникла в первой половине XVII века как поселение служилых чувашей. Число дворов и жителей: в 1645-46 — 1 двор; 1721—174 мужчин; 1781-83 — 125 мужчин; 1859 — 74 двора, 476 жителей,; в 1899 году — 127 дворов, 809 жителей, в 1926 году — 208 дворов, 1000 жителей, в 1939 году — 1085 жителей, в 1979 году — 1018 жителей. В 2002 году было 258 дворов, в 2010 году — 212 домохозяйств. В годы коллективизации работал колхоз «Пламя», в 2010 СХПК «Луч». В 2010 году имелись школа, детсад, фельдшерский пункт, дом культуры, библиотека, 2 спортплощадки, отделение связи, 3 магазина.

## Население
Население составляло 674 человека (чуваши 98 %) в 2002 году, 676 в 2010.